# North American XB-70 Valkyrie
De North American XB-70 Valkyrie was een experimentele bommenwerper, die werd ontwikkeld door North American Aviation en tussen 1964 en 1969 werd gebruikt door de United States Air Force (USAF). Vanwege politieke, financiële en technologische tegenslagen kwam het project niet goed van de grond en werd dit toestel nooit operationeel. De naam is Engels voor Walkure.

## Geschiedenis
Het ontwerp en de bouw van de North American XB-70 Valkyrie vormden destijds een enorme uitdaging en leidden tot diverse nieuwe, nooit eerder toegepaste technieken. De honingraatmetaalconstructie bijvoorbeeld was voordien nooit eerder bij vliegtuigconstructies gebruikt. Ook beschikte dit toestel over een verstelbare neus ten behoeve van verbeterde aerodynamica tijdens de supersonische vlucht. Een vergelijkbaar concept werd later ook toegepast bij de constructie van de Concorde.
De Valkyrie was ontworpen om - hoger en sneller vliegend dan iedere bekende vorm van luchtverdediging in zijn tijd - met atoomwapens zeer diep in vijandelijk gebied door te dringen. Nadat het toestel zijn aanval had uitgevoerd zou het vervolgens op dezelfde wijze weer uit de gevarenzone komen.
De North American XB-70 was een mach 3+-bommenwerper die een hoogte van meer dan 23.000 meter kon bereiken. Het toestel betekende een grote stap voorwaarts in het aeronautisch ontwerp. De XB-70 was groter dan een Boeing B-52, was in snelheid gelijkwaardig aan de latere Lockheed SR-71 en had meer de vorm van een reusachtig jachtvliegtuig. Het toestel was precies het tegengestelde van de huidige hi-tech B-2 Spirit-bommenwerper. Deze vliegt met subsonische snelheid terwijl de XB-70 snelheden van meer dan mach 3 haalde. De B-2 is nagenoeg onzichtbaar voor radar terwijl de XB-70 zeer gemakkelijk met radar op te sporen was door de enorme echo die het toestel produceerde. Dit kwam door de meer dan 65 graden omlaag draaiende vleugeltippen die het toestel benutte om meer lift te verkrijgen.
In mei 1964 werd de XB-70 met serienummer 20001 voor het eerst door zijn constructeur, de firma North American, in Palmdale, Californië uit zijn hangar gerold en in oktober 1964 brak het toestel al voor het eerst door de geluidsbarrière.
Er werden slechts twee X- (experimentele) exemplaren van het toestel gebouwd voordat het project werd gestaakt. Tijdens de ontwikkeling werd duidelijk dat een enorm hoge snelheid en het vliegen op zeer grote hoogte de kans op overleven tijdens een gewapend conflict onvoldoende bevorderde. In 1961 werd door het neerschieten van de USAF Lockheed U-2 boven de toenmalige Sovjet-Unie pijnlijk duidelijk dat de prestaties van de Russische luchtafweerraketten veel sneller werden verbeterd dan de Amerikaanse luchtvaartindustrie vermoedde. Na een langdurig debat werd daarop besloten dat de XB-70 niet langer als een betrouwbare bommenwerper kon worden aangemerkt en werd het project door de USAF afgeblazen en aan de NASA overgedragen voor het uitvoeren van tests ten behoeve van het ruimtevaartprogramma.

### Ongeval

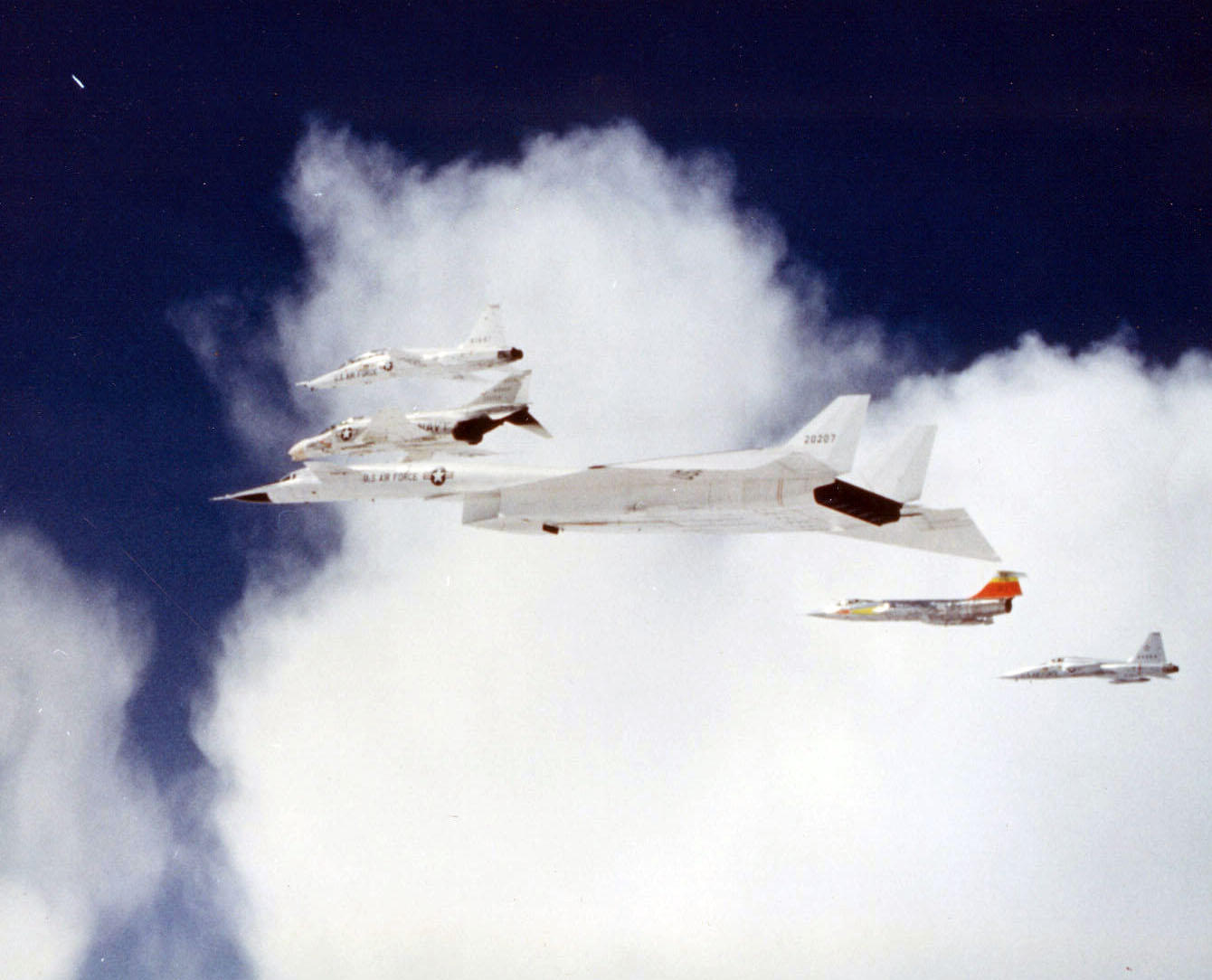
Vlak voor het ongeval (de F-104 zichtbaar met rood staartvlak)

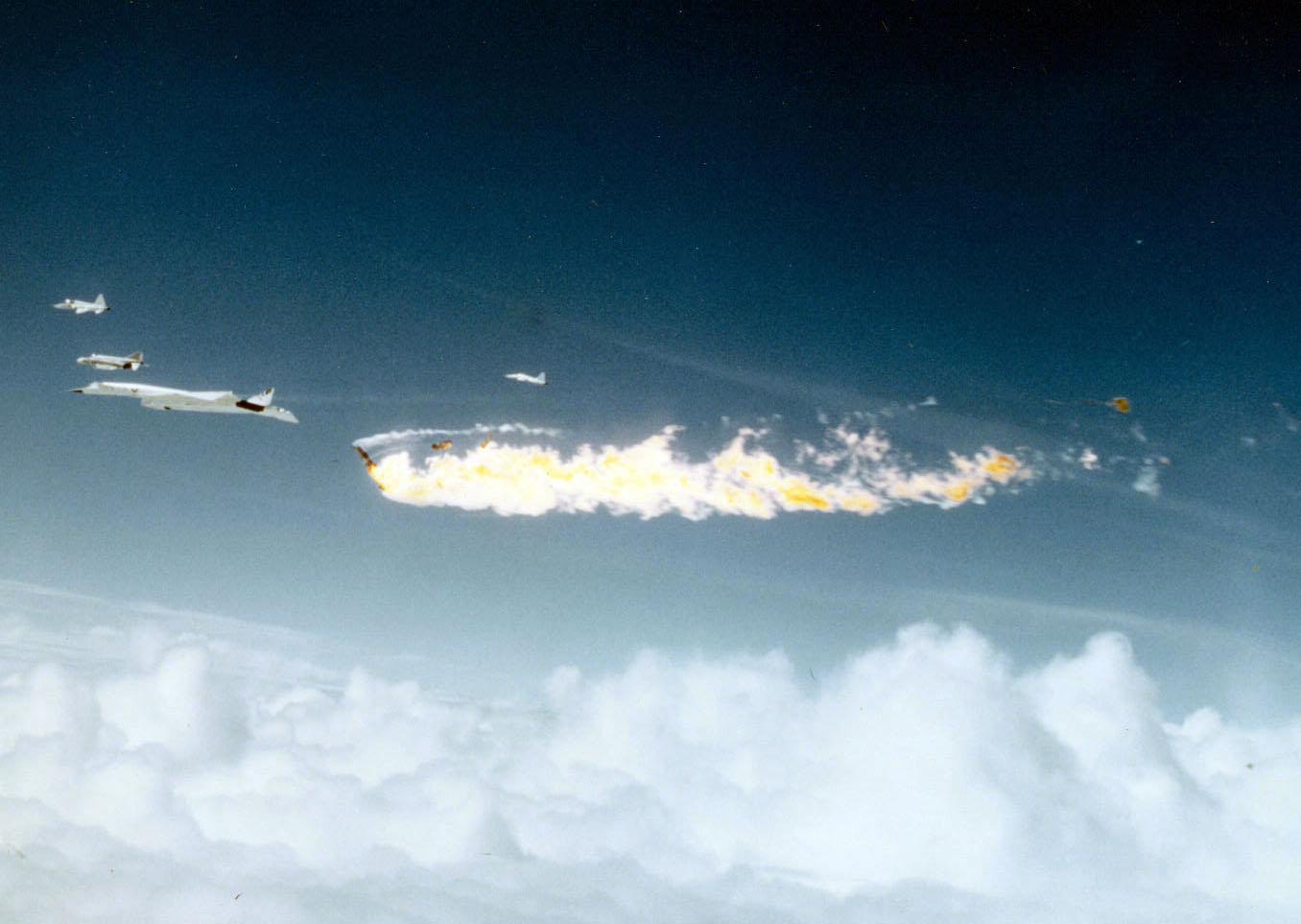
Na de botsing. De F-104 heeft de staartsectie van de Valkyrie geramd en is ontploft

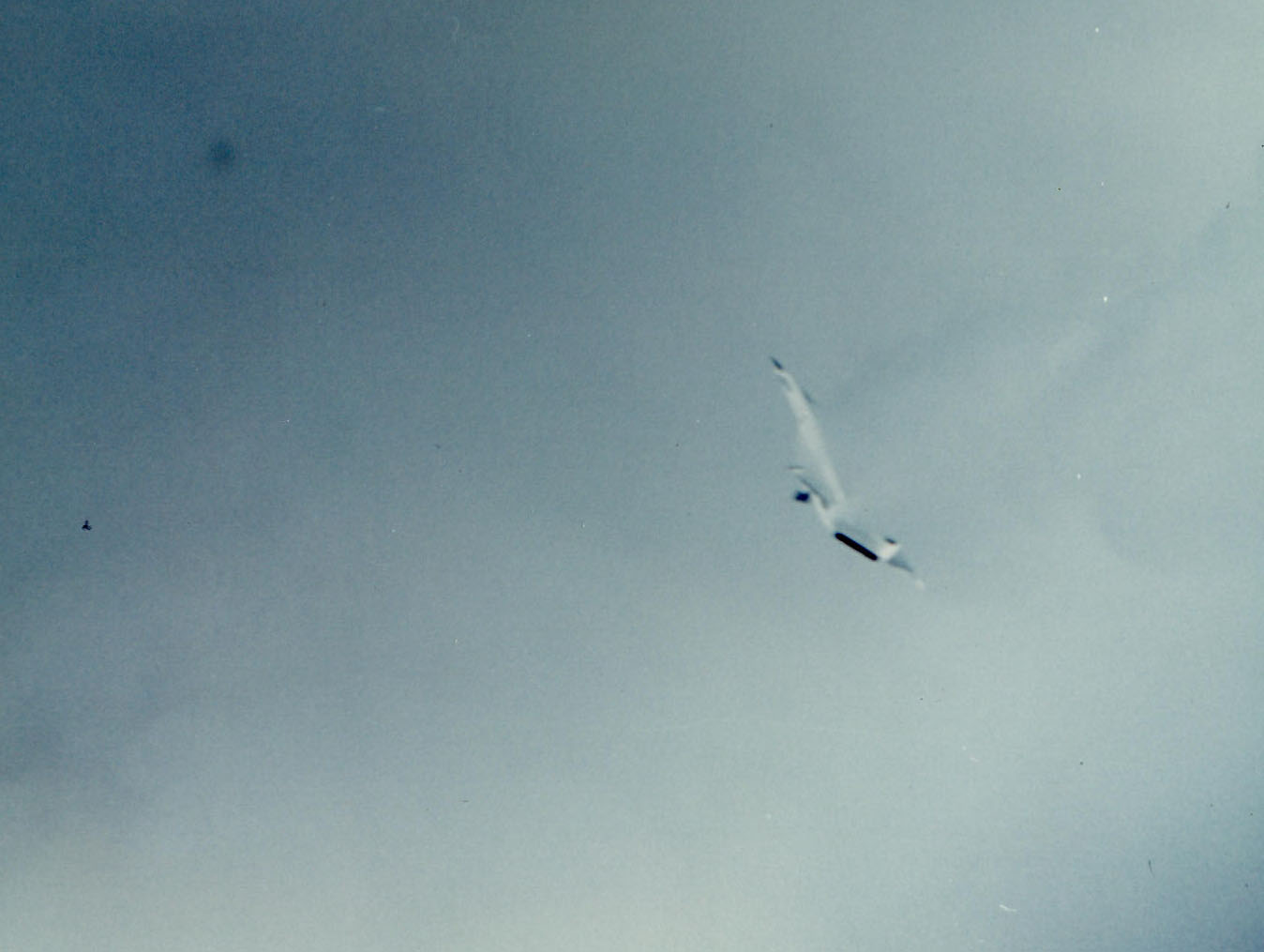
De Valkyrie is onbestuurbaar en komt in een tolvlucht terecht

De tweede XB-70 droeg serienummer 20207 en was al in vele opzichten verschillend van de eerste. Het toestel verongelukte op 8 juni 1966 tijdens een botsing in de vlucht met een F-104N Starfighter. Het toestel vloog in formatie met vier andere vliegtuigen: een F-4 Phantom, een F-5, een T-38 Talon, en de F-104 Starfighter voor een fotoshoot ten behoeve van General Electric. Vanuit een Learjet werden foto en filmopnamen gemaakt (zie foto’s). Bij dit ongeluk kwamen niet alleen twee vliegers om maar het luidde tevens het einde van het Valkyrie-project in. Het ongeval vond plaats op een hoogte van 9.000 m boven de stad Barstow in Californië en reduceerde het hele XB-70A-programma tot één toestel.

## Ontwerp en ontwikkeling
De XB-70A ontstond n.a.v. project MX-2145 van Boeing Aircraft Corporation. Hierbij werd onderzocht welk type vliegtuig het best in staat was zeer krachtige kernwapens te kunnen vervoeren en af te werpen. Diverse soorten wapendragers werden bekeken. Intercontinentale bommenwerpers die zowel vrije-val-bommen als bestuurbare bommen vervoerden; bemande bommenwerpers, bijgetankt in de vlucht om het bereik te vergroten en rond de aarde te kunnen vliegen; bemande vliegtuigen met op afstand bestuurbare "drone"-bommenwerpercombinaties en onbemande bommenwerpers. Tijdens de studies vroeg het luchtmachthoofdkwartier om bijzonderheden in te plannen die van toepassing konden zijn bij het doen van bepaalde concessies zoals het inleveren van gewicht voor extra snelheid en bereik of het inleveren van snelheid voor extra bereik.
Boeing leverde de informatie in januari 1954 en gaf tevens de mogelijkheden aan voor eventuele nucleaire aandrijving. Voor het eerst leek een groot wapensysteem haalbaar dat zeer snel op grote hoogte kon blijven vliegen en een wereldwijd bereik zou hebben. Ook de toenmalige firma’s Convair Corporation en Lockheed Aircraft Corporation leverden gelijkwaardige informatie.
Eind 1954 steunde de luchtmacht twee aparte ontwikkelingen: een atoombommenwerper die voor korte tijd supersonische snelheden kon ontwikkelen en een subsone conventionele bommenwerper. Het enorme eisenpakket waaraan het toestel diende te voldoen werd in 1955 samengevat in het General Operational Requirement 81. De luchtmachtraad bracht dit terug tot de eenvoudige vraag naar een intercontinentale door vliegers bestuurde bommenwerper, die vanaf 1965 de B-52 moest vervangen.
In maart 1955 stelde de USAF een nieuw general operational requirement op dat even beknopt was als het vorige. Men vroeg om een door vliegers bestuurd strategisch intercontinentaal wapensysteem dat in staat zou zijn een lading van minstens 14000 kilo aan zeer sterke atoomwapens te vervoeren. In oktober ging het Air Research and Development Command akkoord en werd juli 1964 als datum gepland waarop de eerste B-70 wing operationeel zou moeten worden.
Vroeg in 1955 had de USAF ook een general operational requirement opgesteld voor een intercontinentaal verkenningssysteem (Systeem 110A) dat aan min of meer dezelfde eisen diende te voldoen, en in juli was het Air Research and Development Command met een verkennersversie van de B-70 (Systeem 110L) akkoord gegaan. De systemen werden al snel gecombineerd als Systeem 110A/L.
In november 1955 verleende de USAF voorlopige contracten aan de firma’s Boeing en North American voor de ontwikkeling van de eerste fase van Systeem 110A/L. Hiermee waren de voorlopige respectievelijke bedragen van $2,6 miljoen en $1,8 miljoen gemoeid. Elke firma diende een ontwerp, modellen, werktekeningen, en de technische specificaties te leveren, plus een model op ware grootte (mock-up) dat in een windtunnel kon worden getest.
De twee contracten werden in 1956 bekrachtigd. Het Boeing-contract, AF33(600)-31802, was bepaald op $19,9 miljoen; het North American-contract, AF33(600)-31801, op $9,9 miljoen. Hiervan werd door de USAF $4,5 miljoen aan Boeing en $1,8 miljoen aan North American betaald. Er werd extra in opgenomen dat het nieuwe wapensysteem zo snel mogelijk de B-52 als eerstelijns operationeel wapen zou moeten vervangen.
Alle operationele karakteristieken bepaalden ook dat het nieuwe wapensysteem dag en nacht onder alle weersomstandigheden inzetbaar zou zijn en dat de primair wapenlast uitsluitend zou bestaan uit atoomwapens met zeer forse vernietigingskracht.

## Constructie

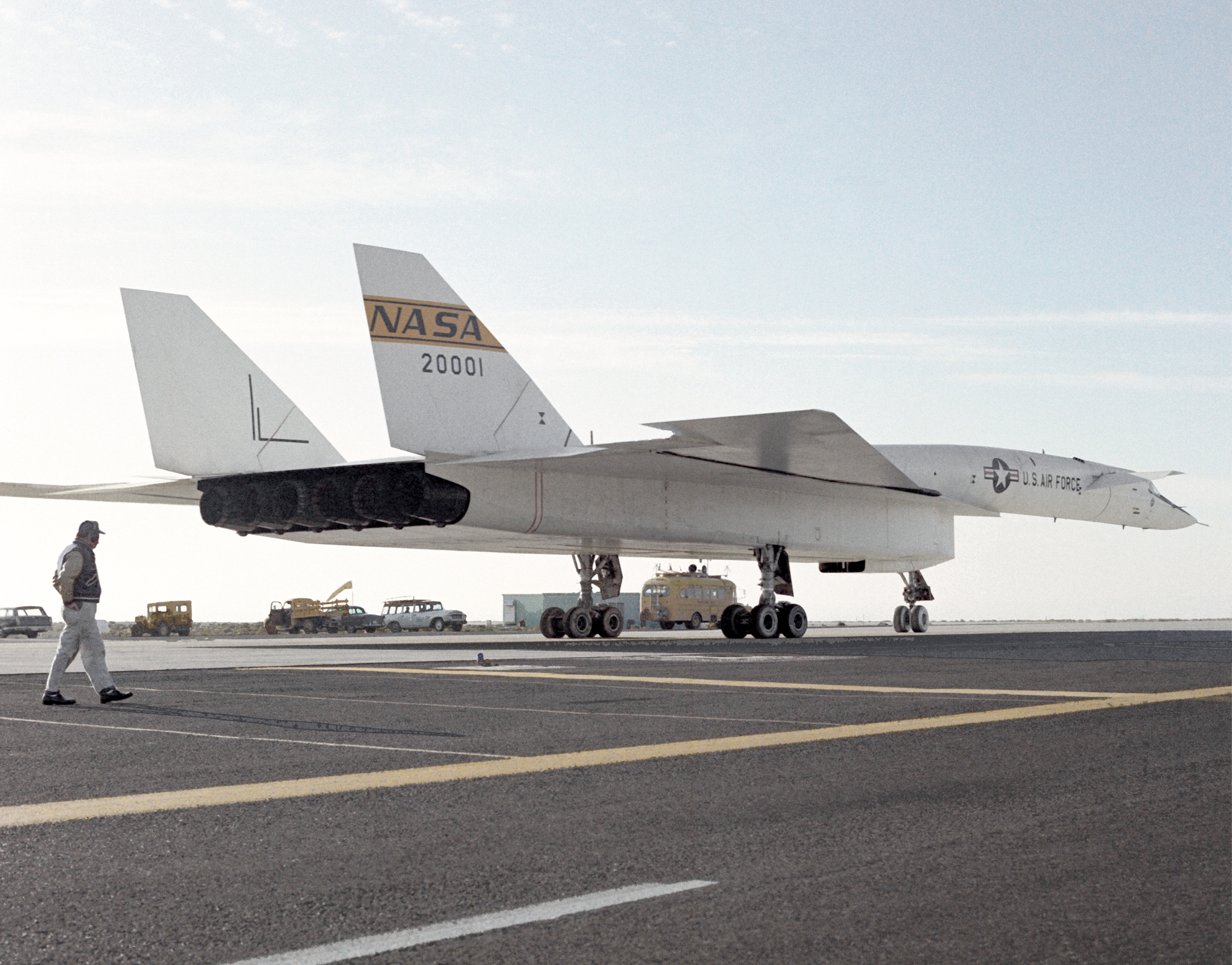
De 20001 voor de start

De eerste ontwerpen van de firma’s Boeing en North American in 1956 verschilden enorm van elkaar. Boeing ging uit van een pijlvleugelconfiguratie, en North American van een canardtype dat gelijkenis vertoonde met de Navaho SM-64-raket, een verticaal afgeschoten intercontinentale grond-grond-raket met deltavleugels. Dit wapensysteem werd wegens technische en financiële problemen in 1957 afgestoten.
De ontwerpen van Boeing en North American overtuigden de USAF niet. Het maximum startgewicht werd in beide gevallen ernstig overschreden. Voorgestelde voorzieningen om te kunnen bijtanken in de lucht bleken ontoereikend en de enorme vleugels zouden ernstige logistieke problemen opleveren met betrekking tot de vliegvelduitrusting en de infrastructuur. In september verwees de teleurgestelde luchtmachtstaf beide firma’s terug naar de tekentafels onder de verkapte dreiging dat er niet zou worden betaald als het project zou moeten worden gestaakt.
Na deze opgelopen vertraging versnelde alles opeens. In maart 1957 bleek dat het nieuwe wapensysteem alle missies supersonisch zou kunnen vliegen. De constructeurs waren overtuigd dat het gehele ontwerp (motoren, luchtinlaatsysteem en romp) gemakkelijk tot mach 3 belast kon worden. Ook waren beide constructeurs onafhankelijk van elkaar tot de conclusie gekomen dat hiervoor speciale hi-energy-brandstof nodig was, die extra in de naverbranders moest worden ingespoten.
In de zomer van 1957 waren beide Boeing en North American ervan overtuigd dat aan de gestelde luchtmachteisen was voldaan en vroegen ze een evaluatie aan die moest beslissen welk ontwerp het best geschikt was. Beide modellen waren in staat tot een topsnelheid van mach 3 en mach 3.2, tot het kruisen op hoogten van 70.000 tot 75.000 voet. Ze hadden een actieradius van 6.100 tot 10.500 mijl en een maximumgewicht tussen de 235.000 en 245.000 kilo.
Een beslissende evaluatiegroep werd samengesteld uit drie aparte teams, 60 vertegenwoordigers van het Air Research and Development Command, van het Air Materiel Command en van het Strategic Air Command. Deze groep evalueerde het concept van North American in oktober en het Boeing-concept in november. Het eerste werd unaniem superieur bevonden aan dat van Boeing en de luchtmacht kondigde in december officieel aan dat de keuze op het concept van North American was gevallen.
North American tekende in januari 1958 het luchtmachtcontract AF33(600)-36599. Dit document dekte het nieuwe wapensysteem en de operationele oplevering van de eerste wing (30 inzetbare toestellen en 15 bestemd ten behoeve van testen) eind 1965.
Omdat de verkenningsvariant niet nodig bleek te zijn werd een bespoediging van het B-70-programma met 18 maanden verwacht. Hierdoor verschoof de termijn van de eerste vlucht naar december 1961 en van de formatie van de operationele wing naar augustus 1964.
In 1958 kreeg men echter te maken met tegenslag. De toenmalige chef van de luchtmachtstaf, generaal T.D. White kondigde aan dat eventuele bespoediging van het B-70-project er niet in zat vanwege budgettekorten. De eerste vlucht kon daarom niet voor 1962 worden verwacht en de eerste mogelijk operationele inzet zeker niet voor 1965. Deze uitlatingen brachten het project schade toe. De generaal wilde dat er meer gebruik zou worden gemaakt van bestaande operationele apparatuur en bepleitte tevens een vereenvoudiging van de ingewikkelde navigatie-aanvals- en geleidingssystemen. Als laatste stelde hij nog dat de toenmalige regering onder president Eisenhower geen verdere fondsen meer voor het project vrij zou maken; er werden regeringsprioriteiten gesteld en de voorkeur ging duidelijk uit naar de ontwikkeling van ICBM’s.
In 1959 werden bij de North American-vestiging in Inglewood evaluaties inzake de voortgang van het project en de stand van zaken bij de oplevering van mock-ups gehouden. Hierbij kwam de luchtmacht steeds weer met aanvullende eisen die in het ontwerp moesten worden opgenomen. Desondanks werd toch 95% van het hierdoor extra te verzetten werk voor het eind van het jaar door de producent gehaald.

## Einde van het project

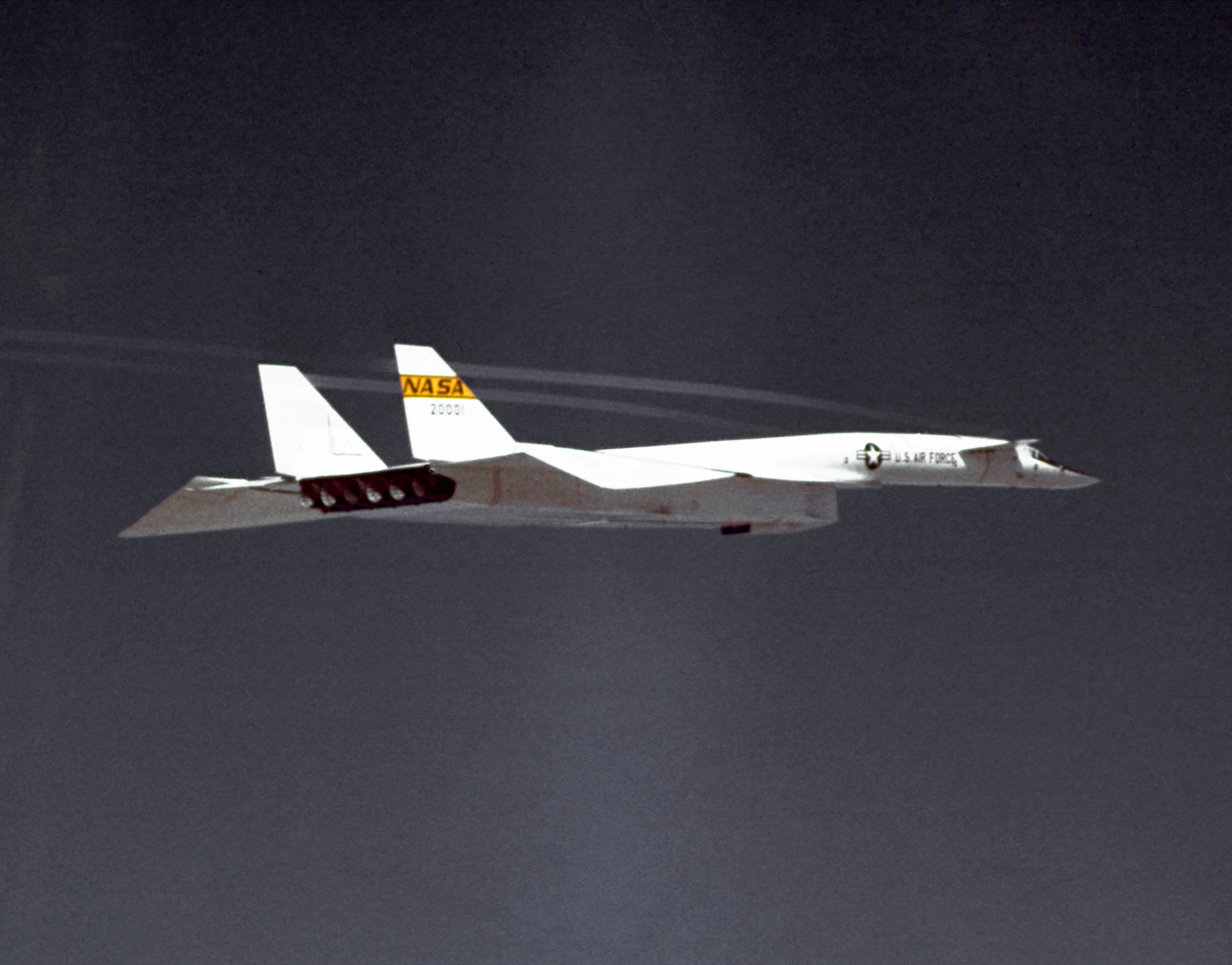
Xb-70 tijdens de vlucht

De beslissingen van de tweede helft van 1959 benadeelden de pogingen van de luchtmacht om tot een verbeterd vliegtuigontwerp te komen, en zetten het B-70-programma extra onder druk. Het project van een nucleair aangedreven bommenwerper leed vanaf 1956 onder financieringstekorten en in 1959 werden op de hoogste niveaus besluiten genomen die tot een totale afstoting van dit project leidden. Dit beïnvloedde ook B-70-programma omdat diverse B-70-subsystemen ook in het andere vliegtuigontwerp waren voorzien.
Het ministerie van defensie schrapte het hi-energy-brandstofprogramma. Zonder deze speciale brandstof zou de B-70 een aanzienlijk kleiner vliegbereik krijgen. Later bleek dat dit mee te vallen omdat andere brandstoffen, vooral JP-6, flink waren verbeterd. Hiervoor waren echter wel andere motoren nodig.
Het afblazen van de ontwikkeling van de North American F-108 Rapier, een langeafstandsonderscheppingsjager die sinds 1957 niet verder kwam dan de tekentafel, was nog een tegenslag. Het B-70-programma was hier ook direct bij betrokken. Door het ontbreken van de toegezegde fondsen voor de F-108 zou moeten worden bezuinigd op de ontwikkeling van de motoren, ontsnappingscapsules en brandstofsystemen. Dit verlies werd geaccepteerd en omvatte circa 180 miljoen dollar. Als direct gevolg werden in 1959 meer dan 15 grotere subcontracten van het project geschrapt en liep het B-70-project vertraging op.
In hetzelfde jaar liet president Eisenhower weten geen voorstander van de B-70 te zijn omdat hij inschatte dat het toestel pas na 8 tot 10 jaar volledig operationeel inzetbaar zou zijn. In die tijd zou de ICBM-ontwikkeling een enorme stap voorwaarts hebben gemaakt. Hij besloot op aandringen toch dat het project verder kon gaan maar maakte duidelijk dat hij er zelf niet achter stond met de opmerking: “Het vergelijk tussen bommenwerpers en ICBM's staat gelijk aan het gebruik van een pijl-en-boog in het buskruittijdperk”.
De USAF maakte daarop wereldkundig dat het project nu gericht was op productie van één toestel en dat de meeste subsystemen niet zouden worden doorontwikkeld. Het bijna geheel schrappen van het project kwam voornamelijk door de weigering van de regering om verdere fondsen beschikbaar te stellen.
De presidentsverkiezingen van 1960 vertraagden het B-70-project verder. De USAF maakte hiervan gebruik om de eisen bij te stellen. Er zouden drie toestellen als prototype moeten worden geleverd en de nadruk moest hierbij worden gelegd op het tonen van alle operationele mogelijkheden in oorlogsomstandigheden. Dit gegeven werd gekoppeld aan de goedkeuring van het congres voor het jaar 1961 van 265 miljoen dollar en zette het B-70-project weer op de rails.
In september kreeg North American opdracht tot het verdergaan met het ontwerp, ontwikkelen, construeren en testen van twee YB-70’s. Ook moesten de in 1959 opgezegde subcontracten weer worden bekrachtigd. In oktober was een van de belangrijkste contractanten, Westinghouse Electric Company, weer van de partij en in november deed ook Motorola weer mee met het missie- en gevechtscontrole-systeem.
President Eisenhower werd in 1961 opgevolgd door John F. Kennedy, die het B-70-programma kritisch bekeek. Hij twijfelde net als zijn voorganger aan de haalbaarheid van het project. Omdat intussen al zoveel was geïnvesteerd liet hij het project verdergaan op voorwaarde dat slechts een klein aantal toestellen operationeel zou worden. In 1963 mocht niet meer dan $220 miljoen worden uitgegeven en de totale kosten moesten binnen de 1,3 miljard dollar blijven. Hiermee bleef voor de USAF niets anders over dan de B-70 van een volledig wapensysteem tot de prototypeontwikkelingstatus terug te brengen. De hoop op operationele inzetbaarheid was verdwenen. Meteen zocht men naar alternatieven voor het project. Een verbeterde Convair B-58 Hustler behoorde tot de eventuele mogelijkheden; ook kwam een verkenningsversie van de B-70 naar voren maar dan wel uitgerust met aanvalscapaciteit. De Amerikaanse Senaat was voor een verdere opwerking van het B-70-project en wilde drie toestellen zo snel mogelijk operationeel hebben; dit in tegenstelling met de toenmalige minister van defensie Robert McNamara.
Ook in 1962 werden de problemen niet opgelost. De president eiste dat slechts 171 miljoen dollar (49 miljoen minder dan in 1961 was voorgesteld) zou worden besteed in plaats van de door het congres goedgekeurde 491 miljoen. Het congres gaf aan dat de USAF de 491 miljoen moest gebruiken voor een Reconnaissance/Strike B-70 (RSB-70) maar bracht het budget meteen terug tot 362,6 miljoen dollar.
De minister van defensie legde in het congres uit dat het hele project vanaf het begin geplaagd werd door technische problemen die te wijten waren aan de gebruikte legeringen en componenten. Hoewel er in 1962 veel voortgang was gemaakt bleven de problemen bestaan. North American werkte aan een automatisch luchtinlaatsysteem die de lucht naar de J93-3-motoren moest leiden. Deze nieuwe motoren waren oorspronkelijk voor de geschrapte F-108 bestemd geweest en daarna herontworpen voor de B-70.
Het tweede krachtsysteem bestemd om de pomp voor de hydraulische druk aan te drijven was ook onbetrouwbaar. Vele vibraties veroorzaakten storingen in dit systeem waardoor hydraulische pompen vaak niet werkten. Extra steunen werden gemonteerd maar de pompen moesten opnieuw worden gebouwd uit legeringen die de hoge temperatuur konden weerstaan die bij supersonische snelheid optrad.
Eind 1962 belemmerden weer andere problemen het gereedmaken van het eerste toestel. Volgens North American moest een aantal defecten in de RVS-honingraatpanelen door een onverwacht groot aantal reparaties worden opgeheven. Hierbij ging het in hoofdzaak om de gebruikte delen voor de luchtinlaten en de brandstoftanks. Een speciaal vernikkelingsproces bleek beslist noodzakelijk te zijn om de meeste defecten op te heffen. Ook gaf de fabrikant het gebruik van polyimide-lak op ten gunste van vitron-afdichtingslak.
In 1963 en 1964 liepen de frustraties in het B-70-project verder op. Bijna 40 van de 50 miljoen dollar bestemd voor ontwikkeling van sensorcomponenten werd gebruikt om een extra derde toestel te bekostigen. In juni 1963 was het contract hiervoor aangepast. North American kondigde aan het eerste toestel pas in april 1964, vier maanden na de deadline, te kunnen leveren. In oktober zorgden technische problemen weer voor stijgende kosten en in januari 1964 was de nieuwe chef luchtmachtstaf generaal Curtis LeMay het jarenlange soebatten zat. Hij besloot dat er voor 1,5 miljard dollar twee toestellen geproduceerd moesten worden.
De eerste vlucht van de XB-70A Valkyrie was in september 1964, bijna vier jaar later dan de datum die in 1958 (net na het toewijzen van het contract aan North American) was overeengekomen. De naam Valkyrie kwam voort uit een door het Strategic Air Command in de lente van 1958 uitgeschreven wedstrijd. Het experimentele toestel vloog ongeveer 1 uur in het gebied boven Palmdale, Dry Lake en Edwards Air Force Base in Californië. De bemanning bestond nog uit twee man; Alvin White, de North American-hoofd-testvlieger en USAF-kolonel Joseph F Cotton. De USAF B-70-vlieger landde succesvol op Edwards AFB waar het toestel eerst diverse tests op de grond moest ondergaan alvorens aan de langdurige praktijktests te kunnen beginnen.
De aanvalsmogelijkheden van de B-70 werden bepaald door de configuratie en samenstelling van zijn romp met zijn semi-monocoque-chassis uit staal en titanium. De buitenafwerking van het toestel bestond uit een broze honingraatconstructie waarbij ook weer legeringen van titanium waren gebruikt. De besturing van de XB-70 maakte gebruik van zogenaamde elevons aan de uiteinden van de cantilever-deltavleugels en van dubbele verticale staartvinnen en roeren. De grote canardvleugels waren verstelbaar voor een goede aftrimming. De gehoekte uiteinden van de vleugels maakten het mogelijk om de elevons ook als flaps omlaag te draaien waardoor het voor de XB-70 mogelijk werd om op te stijgen van en te landen op de bestaande B-52-vliegvelden.
Het testprogramma werd vanaf het begin geplaagd door technische problemen. Hierdoor duurde het ook wat langer voor de tweede B-70 werd afgeleverd. Dit toestel vloog pas in juli 1965. Nog geen jaar later, in mei 1966, vloog dit toestel 32 minuten lang met een snelheid hoger dan mach 3. Helaas vond niet lang daarna de tragedie plaats; op 8 juni, werd het toestel van achteren geramd door een Lockheed F-104 Starfighter. Dit ongeval vond plaats op een hoogte van 9000 m boven de stad Barstow in Californië en reduceerde het hele XB-70A-programma tot één toestel.

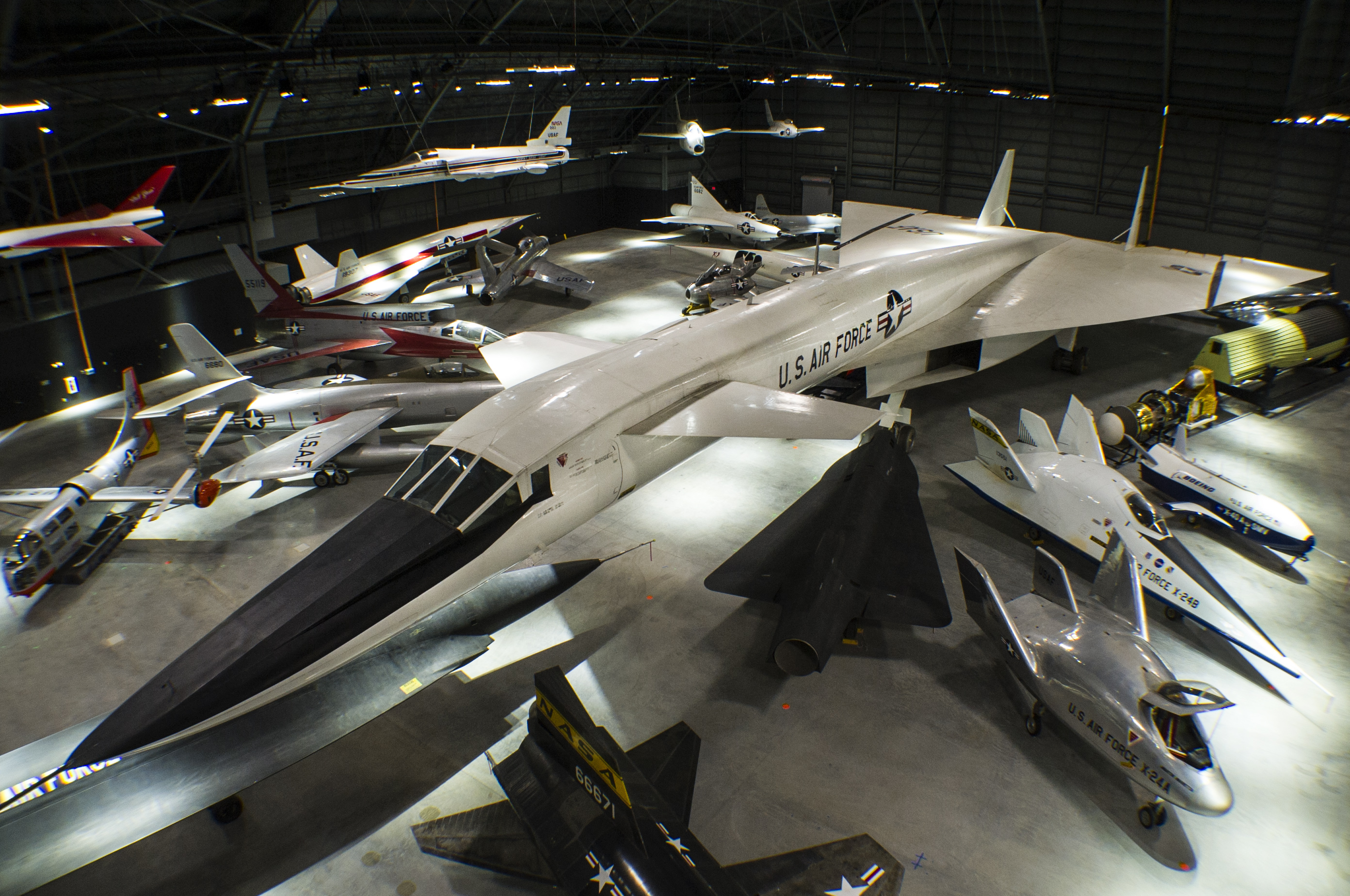
XB-70A tentoongesteld in het museum

In maart 1967 droeg de USAF deze XB-70A over aan de National Aeronautics and Space Administration (NASA) die het toestel voor een testvluchtprogramma wilde gebruiken. Het gebruik van de XB-70 was slechts van korte duur. In februari 1969 vertrok werd het toestel (AF Ser. No. 62-0001) naar het National Museum of the United States Air Force in Dayton, Ohio op de voormalige Wright-Patterson Air Force Base waar het toestel is tentoongesteld.